# Задання групи
Задання групи  — в математиці спосіб визначення групи за допомогою множини породжувальних елементів S, таких що кожен елемент групи може бути записаний через добуток цих елементів, і множини співвідношень породжувальних елементів R. Як правило, таке задання позначається так:
{\displaystyle \langle S\mid R\rangle .\,\!}
Задання групи є дуже компактним і зручним способом визначення групи, проте із задання групи часто важко встановити навіть найпростіші властивості групи, зокрема чи є група скінченною, комутативною, тривіальною і т. д. Особливо часто задання груп використовується в комбінаторній і геометричній теорії груп, а також топології.

## Формальне визначення
Нехай T  — деяка множина, а <S>  — вільна група над цією множиною. Нехай тепер R  — деяка множина слів над S тобто деяка підмножина <S>. Позначимо через N нормальне замикання множини R, тобто мінімальну нормальну підгрупу групи <S>, що містить всі елементи R. Визначимо тепер факторгрупу:
{\displaystyle \langle S\mid R\rangle =\langle S\rangle /N.}
Елементи множини S називаються породжувальними (генерувальними) елементами, а елементи R співвідношеннями. Якщо деяка група ізоморфна до побудованої вище групи {\displaystyle \langle S\mid R\rangle ,} то кажуть, що ця група має задання {\displaystyle \langle S\mid R\rangle .}
Якщо {\displaystyle r\in R}  — деякий елемент множини співвідношень то часто пишуть r=1. Також використовується вираз x=y де {\displaystyle x,y\in <S>} і {\displaystyle y^{-1}x\in R.}

## Властивості
- Для кожної групи існує задання

Справді нехай G деяка група. Позначимо через <G> вільну групу над множиною елементів G. Тоді згідно з властивостями вільної групи одиничне відображення з G в G єдиним чином продовжується до гомоморфізму з <G> в G. Позначимо тепер R множину елементів <G>, що входять до ядра цього гомоморфізму. Тоді <G|R> є одним із способів задання групи. Зрозуміло, що це задання є дуже надлишковим.
- Теорема Діка. Якщо {\displaystyle G=\langle S\mid R\rangle .\,\!}, а {\displaystyle H=\langle S\mid R\cup R^{'}\rangle .\,\!} (тобто множини породжувальних елементів у двох груп однакові і множина співвідношень групи H містить всі співвідношення групи G і, можливо ще й інші) тоді H ізоморфна деякій факторгрупі <G>.

Справді якщо N нормальне замикання R, а N' нормальне замикання {\displaystyle R\cup R^{'}}, тоді {\displaystyle N\subset N^{'}.} Тоді згідно з теоремою про ізоморфізм маємо {\displaystyle \langle S\rangle /N^{'}=(\langle S\rangle /N)/(N^{'}/N),} що й доводить твердження.

## Приклади
В поданій нижче таблиці показані деякі задання груп. Для усіх груп вибрані найпростіші задання.
| Група                                 | Задання групи | Коментарі                                                                               |
| ------------------------------------- | --- | --------------------------------------------------------------------------------------- |
| Вільна група на множині S             | {\displaystyle \langle S\mid \varnothing \rangle } | Група вільна бо немає співвідношень.                                                    |
| Cn, циклічна група порядку n          | {\displaystyle \langle a\mid a^{n}\rangle \,\!} |                                                                                         |
| D2n, діедрична група порядку 2n       | {\displaystyle \langle r,f\mid r^{n},f^{2},(rf)^{2}\rangle \,\!} | r- поворот, f - симетричне відображення                                                 |
| D∞, безмежна діедрична група          | {\displaystyle \langle r,f\mid f^{2},(rf)^{2}\rangle \,\!} |                                                                                         |
| Dicn, діциклічна група                | {\displaystyle \langle r,f\mid r^{2n}=1,r^{n}=f^{2},frf^{-1}=r^{-1}\rangle \,\!} |                                                                                         |
| Z × Z                                 | {\displaystyle \langle x,y\mid xy=yx\rangle \,\!} |                                                                                         |
| Zm × Zn                               | {\displaystyle \langle x,y\mid x^{m}=1,y^{n}=1,xy=yx\rangle \,\!} |                                                                                         |
| Вільна абелева група S                | {\displaystyle \langle S\mid R\rangle \,\!} де R множина всіх комутаторів елементів S |                                                                                         |
| Симетрична група, Sn                  | породжувальні елементи: {\displaystyle \sigma _{1},\ldots ,\sigma _{n-1}} співвідношення: - {\displaystyle {\sigma _{i}}^{2}=1}, - {\displaystyle \sigma _{i}\sigma _{j}=\sigma _{j}\sigma _{i}{\mbox{ if }}j\neq i\pm 1}, - {\displaystyle \sigma _{i}\sigma _{i+1}\sigma _{i}=\sigma _{i+1}\sigma _{i}\sigma _{i+1}\ } | Тут {\displaystyle \sigma _{i}} перестановка, що міняє місцями i -ий елемент з i+1 -им. |
| the braid group, Bn                   | породжувальні елементи: {\displaystyle \sigma _{1},\ldots ,\sigma _{n-1}} співвідношення: - {\displaystyle \sigma _{i}\sigma _{j}=\sigma _{j}\sigma _{i}{\mbox{ if }}j\neq i\pm 1}, - {\displaystyle \sigma _{i}\sigma _{i+1}\sigma _{i}=\sigma _{i+1}\sigma _{i}\sigma _{i+1}\ }                                        |                                                                                         |
| Тетраедрична група, T ≅ A4            | {\displaystyle \langle s,t\mid s^{2},t^{3},(st)^{3}\rangle \,\!} |                                                                                         |
| Октаедрична група, O ≅ S4             | {\displaystyle \langle s,t\mid s^{2},t^{3},(st)^{4}\rangle \,\!} |                                                                                         |
| Ікосаедрична група, I ≅ A5            | {\displaystyle \langle s,t\mid s^{2},t^{3},(st)^{5}\rangle \,\!} |                                                                                         |
| Група кватерніонів, Q                 | {\displaystyle \langle i,j\mid i^{4},i^{2}j^{2},ijij^{-1}\rangle \,\!} |                                                                                         |
| {\displaystyle SL_{2}(\mathbb {Z} )}  | {\displaystyle \langle a,b\mid aba=bab,(aba)^{4}\rangle \,\!} |                                                                                         |
| {\displaystyle GL_{2}(\mathbb {Z} )}  | {\displaystyle \langle a,b,j\mid aba=bab,(aba)^{4},j^{2},(ja)^{2},(jb)^{2}\rangle \,\!} |                                                                                         |
| {\displaystyle PSL_{2}(\mathbb {Z} )} | {\displaystyle \langle a,b\mid a^{2},b^{3}\rangle \,\!} | PSL2(Z) є вільним добутком циклічних груп Z2 і Z3                                       |
| Група Гейзенберга                     | {\displaystyle \langle x,y,z\mid z=xyx^{-1}y^{-1},xz=zx,yz=zy\rangle \,\!} |                                                                                         |
| Група Баумслага — Солітера, B(m,n)    | {\displaystyle \langle a,b\mid a^{n}=ba^{m}b^{-1}\rangle \,\!} |                                                                                         |
| Група Тітса                           | {\displaystyle a^{2}=b^{3}=(ab)^{13}=[a,b]^{5}=[a,bab]^{4}=(ababababab^{-1})^{6}=1,} |                                                                                         |

## Скінченнопороджені і скінченнозадані групи
- Якщо для деякої групи існує задання зі скінченною множиною породжувальних елементів, то така група називається скінченнопородженою.
- Якщо для деякої групи існує задання зі скінченною множиною породжувальних елементів і скінченною множиною співвідношень, то така група називається скінченнозаданою.